# 어이
〈어이 Uh-e)〉는 크레용팝의 네 번째 디지털 싱글로, 2014년 4월 1일 발매되었다

## 설명
중독성 있는 비트와 멜로디, 멤버 각각의 개성이 있는 창법, 걸그룹에서는 거의 시도되지 않았던 장르인 트로트라는 장르를 선택하여, 주목을 받았다. 작곡가도 Saturday Night, Bing Bing, Dancing Queen을 만든 강진우로 바뀌었고, 복장은 한국의 전통 의상 중 하나인 모시옷을 선택하였으며, 헬멧 대신, 빨간색 두건을 두르고, 빨간 양말에, 흰색 고무신을 신은 우스꽝스러운 복장을 하였다. '닭다리 춤(한 쪽 다리를 잡고 닭싸움 자세를 하면서 제자리에서 폴짝폴짝 뛰는 춤)', '우울 춤' 등이 있므며, 발매함과 동시에 빌보드에서 주목하였다.

## 활동

### 발매 당시
발매와 동시에 거의 모든 차트에서 상위권을 차지하였으나, 2014년 4월 16일 세월호 침몰 사고가 발생한 이후 한 달간 음악 활동을 중단하였다. 그런 여파에도 약 한 달이 넘는 기간 동안 30위권 안에 머물렀다. 이후, 5월 말부터 세월호 피해자를 위한 공연 활동으로 활동을 재개하였으며, 세월호 사고의 사회적 여파를 고려하여 꽤 조용하게 공연이 치러졌다. 그 뒤로 중국 난징, 미국 LA에서 공연하며, 대한민국 국내외를 오가며 활동하였다.